# Печерський районний суд міста Києва

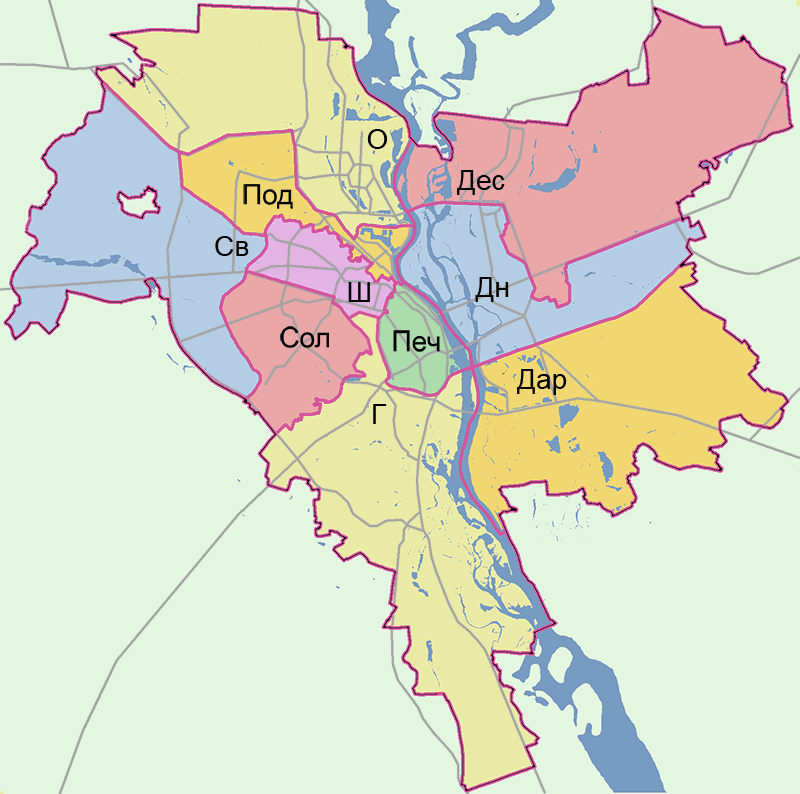
Печ — Печерський район

Печерський районний суд міста Києва — загальний суд першої інстанції, юрисдикція якого поширюється на Печерський район у Києві.
Згідно з судовою реформою, передбачається ліквідація районних судів та створення замість них окружних. 29 грудня 2017 року видано Указ Президента України, яким Печерський районний суд ліквідовано, а на його місці створений Третій окружний суд міста Києва. Проте, на даний час Указ не реалізований.

## Структура
Згідно зі штатним розписом у суді повинні працювати 36 суддів. Офіційно працює 20 суддів, 8 суддів не мають повноважень, і вакантними зараз є 8 посад. Також передбачено 117 посад працівників апарату суду.
Серед адміністративних посад у суді — голова суду, два його заступники, керівник апарату, два його заступники, прес-секретар. Відділи: організаційного забезпечення з розгляду цивільних та адміністративних справ; організаційного забезпечення з розгляду кримінальних справ; організаційного забезпечення з розгляду справ про адміністративні правопорушення; документального обігу, контролю та забезпечення розгляду звернень громадян (загальна канцелярія).

## Керівництво
- Голова суду — Козлов Руслан Юрійович
- Заступник голови суду — Білоцерківець Олег Анатолійович
- Заступник голови суду — Литвинова Ірина Валеріївна
- Керівник апарату — Ліннік Наталія Володимирівна[1].

## Особливості, навантаження
Загальні місцеві суди в Україні діють за територіальним принципом. До юрисдикції Печерського суду належить територія району міста з площею 27 км² та населенням 126 200 осіб. Попри те, що населення району є найменшим серед інших районів Києва, в Печерському районі розташовано багато центральних органів влади, через що Печерський райсуд є одним із найвпливовіших судів України.
Під юрисдикцією суду знаходяться більше десяти органів досудового розслідування, які здебільшого проводять слідство у складних і специфічних справах, які мають підвищений суспільний інтерес. Це 10 органів досудового розслідування, серед яких Генеральна прокуратура України, ГУ СБ України у м. Києві та Київській області, ГСУ Національної поліції України, прокуратура Автономної Республіки Крим, Військова прокуратура Центрального регіону, прокуратура м. Києва, прокуратура Київської області та ін. Найбільший масив справ, які розглядає Печерський суд, — це матеріали органів досудового розслідування та скарги й клопотання інших учасників кримінального провадження.
Суд є назавантаженішим в Україні, у 2017 році щодня через нього проходило 278 судових справ. У 2018 році судове навантаження на суддів, що мали повноваження на здійснення правосуддя, склало понад 75 тисяч справ і матеріалів різних категорій. Суддя Печерського суду за рік отримує близько 6 тисяч справ.

## Резонанс

Мітингувальники біля Печерського суду під час розгляду кримінальної справи Тимошенко

- Мітингувальники біля Печерського суду під час розгляду кримінальної справи Тимошенко17 січня 2007 — суд відхилив позов компанії «Сибір» та чотирьох родин загиблих у Катастрофі Ту-154 над Чорним морем до МОУ та Держказначейства України[8].

- 11 жовтня 2011 — обвинувальний вирок Юлії Тимошенко у кримінальній справі про підписання газових договорів з Росією. Політика засуджено до семи років позбавлення волі і виплата на користь компанії «Нафтогаз» 1,5 млрд грн.[9][10] (Кримінальні справи щодо Юлії Тимошенко з 2010 року).
- 27 лютого 2012 — обвинувальний вирок Юрію Луценку. Політик засуджений до чотирьох років позбавлення волі з конфіскацією майна[11][12].
- Справа про розстріли на Майдані. Міжнародна дорадча група (МДГ) була створена Генеральним секретарем Ради Європи в квітні 2014 року з метою нагляду за дотриманням усіх вимог Європейської конвенції з прав людини та практики Європейського суду з прав людини при розслідуванні випадків насильницьких дій, які мали місце в Україні, починаючи з 30 листопада 2013 року (Євромайдан). У звіті, оприлюдненому 31 березня 2015 року, МДГ дійшла висновку, що рішення Печерського районного суду не відповідали вимогам статей 2 і 3 Конвенції, негативним чином впливали на ефективність розслідування подій на Майдані і загалом послаблювали стримувальний вплив чинної системи правосуддя. Зокрема, МДГ звернула увагу на рішення стосовно насильницьких дій в ніч на 30 листопада 2013 року; рішення у справі Михайла Гаврилюка; рішення про звільнення колишнього командира підрозділу «Беркуту» Д. Садовника[13].
- Справа Олександра Єфремова (з 2016 року)
- Справа Сергія Стерненка (з 2020 року)
- Справа контррозвідника Червінського[14].

### Відомі судді
- Царевич Оксана Ігорівна
- Вовк Сергій Володимирович
- Козлов Руслан Юрійович
- Ільєва Тетяна Григорівна